# Біркадзе Тамара Минаївна
Тамара Минаївна Біркадзе (1914, тепер Грузія — ?) — грузинська радянська діячка, 3-й секретар ЦК ЛКСМ Грузії. Член Бюро і ЦК ЛКСМ Грузії. Депутат Верховної ради СРСР 1-го скликання.

## Життєпис
Народилася в бідній селянській родині, ще в дитячі роки осиротіла. Закінчила неповну середню школу в Хашурі, працювала піонервожатою.
Потім переїхала до Тифлісу (Тбілісі), де навчалася в школі фабрично-заводського учнівства при шовкоткацькій фабриці. У 1929 році вступила до комсомолу.
У 1932 році закінчила школу ФЗУ та почала працювати ткалею Тифліської шовкоткацької фабрики. Потім була інструктором із ткацтва, перевиконувала виробничі плани. Обиралася членом бюро комсомольської організації ткацького цеху і членом комсомольського комітету Тифліської шовкоткацької фабрики.
У 1934 році вступила на економічний факультет Тифліського державного університету, суміщала навчання з працею на фабриці.
У 1935—1937 роках — завідувач піонерського відділу Орджонікідзевського районного комітету ЛКСМ Грузії міста Тбілісі.
У 1937 році закінчила економічний факультет Тбіліського державного університету. Член ВКП(б).
З 17 вересня по 10 жовтня 1937 року — в.о. 3-го секретаря ЦК ЛКСМ Грузії та завідувач відділу піонерів ЦК ЛКСМ Грузії. З 10 жовтня 1937 по 1 жовтня 1940 року — 3-й секретар ЦК ЛКСМ Грузії та завідувач відділу піонерів ЦК ЛКСМ Грузії. З 1 жовтня 1940 року — секретар ЦК ЛКСМ Грузії із кадрів та завідувач відділу кадрів та організаційно-інструкторської роботи ЦК ЛКСМ Грузії.
Подальша доля невідома.